# Intercontinental Rally Challenge 2010
Ten artykuł dotyczy sezonu 2010 Intercontinental Rally Challenge, piątej edycji tej serii. Seria zaczęła się 19 stycznia 2010 od Rajdu Monte Carlo, a zakończyła 6 listopada na Rajdzie Cypru.
Mistrzostwo serii IRC wywalczyła fińska załoga Juho Hänninen i Mikko Markkula w Škodzie Fabii S2000, która zdobyła 62 punkty. Wyprzedziła ona Czechów Jana Kopeckiego i Petra Starego w Škodzie Fabii S2000 o 15 punktów i brytyjsko-irlandzką załogę Krisa Meeke i Paula Nagle w Peugeocie 207 S2000 o 23 punkty. Hänninen odniósł w sezonie trzy zwycięstwa: w Rajdzie Argentyny, Rajdzie Sardynii i Rajdzie Szkocji, podczas gdy Kopecký zwyciężył w Rajdzie Wysp Kanaryjskich, a Kris Meeke w Rajdzie Kurytyby.

## Kalendarz
W porównaniu do sezonu 2009 nastąpiło kilka zmian w kalendarzu. Rajd Rosji, Rajd Japonii i Rajd Safari zostały zastąpione przez Rajd Argentyny, Rajd Sardynii i Rajd Cypru. Z kolei w marcu 2010 ogłoszono, iż Rajd Asturii zostanie zastąpiony przez Rajd Wysp Kanaryjskich i przeniesiony z kwietnia na wrzesień.
| Runda | Data          | Rajd                                            | Baza          | Nawierzchnia  | Zwycięzca       | Wyniki |
| ----- | ------------- | ----------------------------------------------- | ------------- | ------------- | --------------- | ------ |
| 1     | 20.01 - 22.01 | 78è Rallye Monte-Carlo                          | Monte Carlo   | asfalt/śnieg  | Mikko Hirvonen  | Wyniki |
| 2     | 04.03 - 06.03 | 30. Rally Internacional de Curitiba 2010        | Kurytyba      | szuter        | Kris Meeke      | Wyniki |
| 3     | 19.03 - 21.03 | 30. Rally Argentina 2010                        | Córdoba       | szuter        | Kris Meeke      | Wyniki |
| 4     | 29.04 - 01.05 | 34. Rally Islas Canarias - El Corte Inglés 2010 | Las Palmas    | asfalt        | Jan Kopecký     | Wyniki |
| 5     | 04.06 - 06.06 | 7. Rally d’Italia Sardegna 2010                 | Olbia         | szuter        | Juho Hänninen   | Wyniki |
| 6     | 24.06 - 26.06 | 46. Belgium Geko Ypres Rally 2010               | Ieper         | asfalt        | Freddy Loix     | Wyniki |
| 7     | 15.07 - 17.07 | 45. SATA Rallye Açores 2010                     | Ponta Delgada | szuter        | Bruno Magalhães | Wyniki |
| 8     | 05.08 - 07.08 | 51. Rali Vinho da Madeira 2010                  | Funchal       | asfalt        | Freddy Loix     | Wyniki |
| 9     | 27.08 - 29.08 | 40. Barum Czech Rally Zlín 2010                 | Zlin          | asfalt        | Freddy Loix     | Wyniki |
| 10    | 23.09 - 25.09 | 52. Rallye Sanremo 2010                         | San Remo      | asfalt        | Paolo Andreucci | Wyniki |
| 11    | 15.10 - 17.10 | Rally of Scotland 2010                          | Perth         | szuter        | Juho Hänninen   | Wyniki |
| 12    | 04.11 - 06.11 | FxPro Cyprus Rally 2010                         | Limassol      | asfalt/szuter | Nasir al-Atijja | Wyniki |

## Klasyfikacje

### Klasyfikacja generalna kierowców
Do klasyfikacji wliczanych jest 7 najlepszych wyników.
| Poz. | Kierowca                          | MON                               | KUR                               | ARG                               | KAN                               | SAR                                                | YPR                                                | AZO                                                | MAD                                                | BAR                                                | SAN                                                | SZK                                                | CYP                                                | Suma punktów                                       |                                                    |
| ---- | --------------------------------- | --------------------------------- | --------------------------------- | --------------------------------- | --------------------------------- | -------------------------------------------------- | -------------------------------------------------- | -------------------------------------------------- | -------------------------------------------------- | -------------------------------------------------- | -------------------------------------------------- | -------------------------------------------------- | -------------------------------------------------- | -------------------------------------------------- | -------------------------------------------------- |
| 1    | Juho Hänninen                     | 2                                 | 3                                 | 1                                 | 2                                 | 1                                                  | NU                                                 | 3                                                  | 3                                                  | 2                                                  | 2                                                  | 1                                                  |                                                    | 62                                                 |                                                    |
| 2    | Jan Kopecký                       | 5                                 | 4                                 | 3                                 | 1                                 | 3                                                  | 2                                                  | NU                                                 | 2                                                  | NU                                                 | 6                                                  |                                                    |                                                    | 47                                                 |                                                    |
| 3    | Kris Meeke                        | NU                                | 1                                 | NU                                | 4                                 | NU                                                 | NU                                                 | 2                                                  | NU                                                 | 4                                                  | 4                                                  | 3                                                  |                                                    | 39                                                 |                                                    |
| 4    | Freddy Loix                       |                                   |                                   |                                   |                                   |                                                    | 1                                                  |                                                    | 1                                                  | 1                                                  | 3                                                  |                                                    |                                                    | 36                                                 |                                                    |
| 5    | Bruno Magalhães                   | 7                                 | 5                                 | 6                                 | 5                                 | 5                                                  | 6                                                  | 1                                                  | NU                                                 |                                                    | 10                                                 |                                                    |                                                    | 30                                                 |                                                    |
| 6    | Guy Wilks                         | 6                                 | 2                                 | 2                                 | 3                                 | NU                                                 |                                                    |                                                    |                                                    | 7                                                  | NU                                                 | NU                                                 |                                                    | 27                                                 |                                                    |
| 7    | Andreas Mikkelsen                 |                                   |                                   |                                   |                                   | NU                                                 | 5                                                  | 4                                                  |                                                    | 5                                                  | NU                                                 | 2                                                  | NU                                                 | 21                                                 |                                                    |
| 8    | Paolo Andreucci                   |                                   |                                   |                                   |                                   | 2                                                  |                                                    |                                                    |                                                    |                                                    | 1                                                  |                                                    |                                                    | 18                                                 |                                                    |
| 9    | Thierry Neuville                  |                                   |                                   |                                   | NU                                | 4                                                  | 3                                                  |                                                    |                                                    | NU                                                 | 8                                                  | NU                                                 |                                                    | 12                                                 |                                                    |
| 10   | Nasir al-Atijja                   |                                   |                                   | NU                                |                                   |                                                    |                                                    |                                                    |                                                    |                                                    |                                                    |                                                    | 1                                                  | 10                                                 |                                                    |
| 11   | Mikko Hirvonen                    | 1                                 |                                   |                                   |                                   |                                                    |                                                    |                                                    |                                                    |                                                    |                                                    |                                                    |                                                    | 10                                                 |                                                    |
| 12   | Roger Feghali                     |                                   |                                   |                                   |                                   |                                                    |                                                    |                                                    |                                                    |                                                    |                                                    |                                                    | 2                                                  | 8                                                  |                                                    |
| 13   | Martin Prokop                     |                                   |                                   |                                   |                                   |                                                    |                                                    |                                                    |                                                    |                                                    |                                                    |                                                    | 3                                                  | 6                                                  |                                                    |
| 14   | Pavel Valoušek                    |                                   |                                   |                                   |                                   |                                                    |                                                    |                                                    |                                                    | 3                                                  |                                                    |                                                    |                                                    | 6                                                  |                                                    |
| 15   | Nicolas Vouilloz                  | 3                                 |                                   |                                   |                                   |                                                    |                                                    |                                                    |                                                    |                                                    |                                                    |                                                    |                                                    | 6                                                  |                                                    |
| 16   | Jaromír Tarabus                   |                                   |                                   |                                   |                                   |                                                    |                                                    |                                                    |                                                    | 8                                                  |                                                    |                                                    | 4                                                  | 6                                                  |                                                    |
| 17   | Stéphane Sarrazin                 | 4                                 |                                   |                                   |                                   |                                                    | NU                                                 |                                                    |                                                    |                                                    |                                                    |                                                    |                                                    | 5                                                  |                                                    |
| 18   | David Bogie                       |                                   |                                   |                                   |                                   |                                                    |                                                    |                                                    |                                                    |                                                    |                                                    | 4                                                  |                                                    | 5                                                  |                                                    |
| 19   | Bernd Casier                      |                                   |                                   |                                   |                                   |                                                    | 4                                                  |                                                    |                                                    |                                                    |                                                    |                                                    |                                                    | 5                                                  |                                                    |
| 20   | Miguel Nunes                      |                                   |                                   |                                   |                                   |                                                    |                                                    |                                                    | 4                                                  |                                                    |                                                    |                                                    |                                                    | 5                                                  |                                                    |
| 21   | Gabriel Pozzo                     |                                   |                                   | 4                                 |                                   |                                                    |                                                    |                                                    |                                                    |                                                    |                                                    |                                                    |                                                    | 5                                                  |                                                    |
| 22   | Ricardo Moura                     |                                   |                                   |                                   |                                   |                                                    |                                                    | 5                                                  | 10                                                 |                                                    |                                                    |                                                    |                                                    | 4                                                  |                                                    |
| 23   | Luca Rossetti                     |                                   |                                   |                                   |                                   |                                                    |                                                    |                                                    | NU                                                 |                                                    | 5                                                  |                                                    |                                                    | 4                                                  |                                                    |
| 24   | Vítor Sá                          |                                   |                                   |                                   |                                   |                                                    |                                                    |                                                    | 5                                                  |                                                    |                                                    |                                                    |                                                    | 4                                                  |                                                    |
| 25   | Nicos Thomas                      |                                   |                                   |                                   |                                   |                                                    |                                                    |                                                    |                                                    |                                                    |                                                    |                                                    | 5                                                  | 4                                                  |                                                    |
| 26   | Federico Villagra                 |                                   |                                   | 5                                 |                                   |                                                    |                                                    |                                                    |                                                    |                                                    |                                                    |                                                    |                                                    | 4                                                  |                                                    |
| 27   | Siim Plangi                       |                                   |                                   |                                   |                                   |                                                    |                                                    |                                                    |                                                    | NU                                                 |                                                    | 6                                                  |                                                    | 4                                                  |                                                    |
| 28   | Vítor Pascoal                     |                                   |                                   |                                   |                                   |                                                    |                                                    | 6                                                  | 18                                                 |                                                    |                                                    |                                                    |                                                    | 3                                                  |                                                    |
| 29   | Roman Kresta                      |                                   |                                   |                                   |                                   |                                                    |                                                    |                                                    |                                                    | NU                                                 |                                                    |                                                    | 6                                                  | 3                                                  |                                                    |
| 30   | Eduardo Scheer                    |                                   | 6                                 | NU                                |                                   |                                                    |                                                    |                                                    |                                                    |                                                    |                                                    |                                                    |                                                    | 3                                                  |                                                    |
| 31   | Teemu Arminen                     |                                   |                                   |                                   |                                   | 6                                                  |                                                    |                                                    |                                                    |                                                    |                                                    |                                                    |                                                    | 3                                                  |                                                    |
| 32   | Filipe Freitas                    |                                   |                                   |                                   |                                   |                                                    |                                                    |                                                    | 6                                                  |                                                    |                                                    |                                                    |                                                    | 3                                                  |                                                    |
| 33   | Alberto Hevia                     |                                   |                                   |                                   | 6                                 |                                                    |                                                    |                                                    |                                                    |                                                    |                                                    |                                                    |                                                    | 3                                                  |                                                    |
| 34   | Václav Pech junior                |                                   |                                   |                                   |                                   |                                                    |                                                    |                                                    |                                                    | 6                                                  |                                                    |                                                    |                                                    | 3                                                  |                                                    |
| 35   | Eamonn Boland                     | 19                                |                                   |                                   |                                   |                                                    |                                                    |                                                    |                                                    |                                                    |                                                    | 7                                                  |                                                    | 3                                                  |                                                    |
| 36   | Daniel Oliveira                   | 20                                | 7                                 | NU                                | NU                                |                                                    | NU                                                 |                                                    | 21                                                 | NU                                                 | NU                                                 | NU                                                 | NU                                                 | 2                                                  |                                                    |
| 37   | Giandomenico Basso                |                                   |                                   |                                   |                                   |                                                    |                                                    |                                                    |                                                    |                                                    | 7                                                  |                                                    |                                                    | 2                                                  |                                                    |
| 38   | Nicolás Madero                    |                                   |                                   | 7                                 |                                   |                                                    |                                                    |                                                    |                                                    |                                                    |                                                    |                                                    |                                                    | 2                                                  |                                                    |
| 39   | João Magalhães                    |                                   |                                   |                                   |                                   |                                                    |                                                    |                                                    | 7                                                  |                                                    |                                                    |                                                    |                                                    | 2                                                  |                                                    |
| 40   | Luigi Ricci                       |                                   |                                   |                                   |                                   | 7                                                  |                                                    |                                                    |                                                    |                                                    |                                                    |                                                    |                                                    | 2                                                  |                                                    |
| 41   | Michał Sołowow                    |                                   |                                   |                                   |                                   |                                                    | 7                                                  |                                                    |                                                    |                                                    |                                                    |                                                    |                                                    | 2                                                  |                                                    |
| 42   | Charalambos Timotheou             |                                   |                                   |                                   |                                   |                                                    |                                                    |                                                    |                                                    |                                                    |                                                    |                                                    | 7                                                  | 2                                                  |                                                    |
| 43   | Pedro Vale                        |                                   |                                   |                                   |                                   |                                                    |                                                    | 7                                                  |                                                    |                                                    |                                                    |                                                    |                                                    | 2                                                  |                                                    |
| 44   | Burcu Çetinkaya                   |                                   |                                   |                                   |                                   | NU                                                 | NU                                                 |                                                    | 19                                                 | 44                                                 | 38                                                 | 8                                                  | 15                                                 | 2                                                  |                                                    |
| 45   | Ruben Gracia                      |                                   |                                   |                                   | 12                                |                                                    |                                                    |                                                    |                                                    |                                                    |                                                    |                                                    |                                                    | 2                                                  |                                                    |
| 46   | Daniele Batistini                 |                                   |                                   |                                   |                                   | 8                                                  |                                                    |                                                    |                                                    |                                                    |                                                    |                                                    |                                                    | 1                                                  |                                                    |
| 47   | Luca Betti                        | NU                                |                                   |                                   |                                   |                                                    | 8                                                  |                                                    |                                                    |                                                    |                                                    |                                                    |                                                    | 1                                                  |                                                    |
| 48   | Diego Domínguez                   |                                   |                                   | 8                                 |                                   |                                                    |                                                    |                                                    |                                                    |                                                    |                                                    |                                                    |                                                    | 1                                                  |                                                    |
| 49   | Sérgio Silva                      |                                   |                                   |                                   |                                   |                                                    |                                                    | 8                                                  |                                                    |                                                    |                                                    |                                                    |                                                    | 1                                                  |                                                    |
| 50   | Konstantinos Tingirides           |                                   |                                   |                                   |                                   |                                                    |                                                    |                                                    |                                                    |                                                    |                                                    |                                                    | 8                                                  | 1                                                  |                                                    |
| 51   | Jean-Sébastien Vigion             | 8                                 |                                   |                                   |                                   |                                                    |                                                    |                                                    |                                                    |                                                    |                                                    |                                                    |                                                    | 1                                                  |                                                    |
| 52   | Harry Hunt                        | 34                                |                                   |                                   |                                   | 12                                                 | NU                                                 |                                                    |                                                    | 49                                                 | 48                                                 | 9                                                  | 19                                                 | 1                                                  |                                                    |
| 53   | Pedro Peres                       |                                   |                                   |                                   |                                   |                                                    |                                                    |                                                    | 9                                                  |                                                    |                                                    |                                                    |                                                    | 1                                                  |                                                    |
| 54   | Marcos Tokarski                   |                                   | 16                                |                                   |                                   |                                                    |                                                    |                                                    |                                                    |                                                    |                                                    |                                                    |                                                    | 1                                                  |                                                    |
| 55   | Sergio Vallejo                    |                                   |                                   |                                   | 13                                |                                                    |                                                    |                                                    |                                                    |                                                    |                                                    |                                                    |                                                    | 1                                                  |                                                    |
|      | Klucz punktacji: 10-8-6-5-4-3-2-1 | Klucz punktacji: 10-8-6-5-4-3-2-1 | Klucz punktacji: 10-8-6-5-4-3-2-1 | Klucz punktacji: 10-8-6-5-4-3-2-1 | Klucz punktacji: 10-8-6-5-4-3-2-1 | Oznaczenia: NU – nie ukończył DK – dyskwalifikacja | Oznaczenia: NU – nie ukończył DK – dyskwalifikacja | Oznaczenia: NU – nie ukończył DK – dyskwalifikacja | Oznaczenia: NU – nie ukończył DK – dyskwalifikacja | Oznaczenia: NU – nie ukończył DK – dyskwalifikacja | Oznaczenia: NU – nie ukończył DK – dyskwalifikacja | Oznaczenia: NU – nie ukończył DK – dyskwalifikacja | Oznaczenia: NU – nie ukończył DK – dyskwalifikacja | Oznaczenia: NU – nie ukończył DK – dyskwalifikacja | Oznaczenia: NU – nie ukończył DK – dyskwalifikacja |

### Klasyfikacja producentów
Dla każdego producenta punkty zdobywają dwie najlepsze załogi. Do klasyfikacji wliczanych jest 7 najlepszych wyników.
| Poz. | Producent                         | MON | KUR | ARG | KAN | SAR | YPR | AZO | MAD | BAR | SAN | SZK | CYP | Suma punktów |
| ---- | --------------------------------- | --- | --- | --- | --- | --- | --- | --- | --- | --- | --- | --- | --- | ------------ |
| 1    | Škoda                             | 14  | 14  | 18  | 18  | 16  | 18  | 6   | 18  | 18  | 14  | 10  | 8   | 120          |
| 2    | Peugeot                           | 7   | 14  | 3   | 9   | 13  | 9   | 18  | 9   | 5   | 15  | 8   | 4   | 87           |
| 3    | M-Sport                           | 10  | 0   | 4   | 1   | 0   | 6   | 5   | 0   | 5   | 0   | 9   | 16  | 55           |
| 4    | Ralliart                          | 0   | 3   | 3   | 2   | 0   | 0   | 6   | 5   | 3   | 0   | 8   | 5   | 33           |
| 5    | Subaru                            | 0   | 0   | 5   | 0   | 5   | 0   | 1   | 0   | 0   | 0   | 0   | 0   | 11           |
| 6    | Abarth                            | 0   | 0   | 0   | 0   | 0   | 0   | 0   | 0   | 0   | 6   | 0   | 0   | 6            |
|      | Klucz punktacji: 10-8-6-5-4-3-2-1 |     |     |     |     |     |     |     |     |     |     |     |     |              |